# Gvendolin
A Gvendolin kelta (walesi) eredetű női név, jelentése bizonytalan, talán fehér.

## Gyakorisága
Az 1990-es években szórványos név, a 2000-es években nem szerepel a 100 leggyakoribb női név között.

## Névnapok
- január 3.[2]

## Híres Gvendolinok
- Arthur király legendájában Merlin felesége